# Federazione tra le società filateliche italiane
L'Unione delle associazioni e dei circoli filatelici italiani venne istituita a Torino il 19 ottobre 1919, durante il 6º Congresso filatelico italiano, con l'obiettivo di raccogliere e coordinare le società dei collezionisti di filatelia in ambito italiano, facendo da tramite tra il collezionismo filatelico, l'amministrazione postale e lo stato, nonché di promuovere mostre e ricerche a tema filatelico, e pubblicare la rivista Qui filatelia. Inoltre promuove la giornata della filatelia italiana e le esposizioni internazionali di filatelia in Italia. L'Unione contava sei associazioni fondatrici tra i quali l'Unione filatelica subalpina, l'Unione filatelica lombarda, la Società filatelica trentina e l'Associazione filatelica numismatica italiana di Roma. Proprio da quest'ultima associazione proviene il primo presidente dell'Unione, Emilio Diena.
Il 16 luglio 1926 l'Unione è tra le federazioni nazionali fondatrici della Federazione internazionale di filatelia.
Nel 1958 si rifonda col nome di Federazione tra le società filateliche italiane e con un nuovo statuto.
Dal 1986 la Federazione tra le società filateliche italiane partecipa attivamente alla Giornata della filatelia, che viene realizzata in almeno una città per regione tramite l'apporto organizzativo delle locali associazioni filateliche. Gli scopi della Giornata della filatelia sono: mettere in mostra le collezioni filateliche, dare visibilità alle varie associazioni nel contesto socioculturale locale e divulgare il collezionismo filatelico tra i giovani. A partire dal 1996 le gare nazionali di filatelia che si svolgevano nell'ambito di questa manifestazione sono state inserite nel nuovo Campionato italiano di filatelia serie cadetti: vi partecipano collezionisti che non abbiano mai vinto premi nazionali o superiori con loro collezioni personali. Vengono assegnati quattro titoli per classi di partecipazione individuale (filatelia, tematica, storia postale e giovanile) ed uno alla migliore società.
Il 25 novembre 2006, durante un'assemblea ordinaria, svoltasi a Verona Piero Macrelli è riconfermato presidente della Federazione. Nomina suoi consiglieri Enrico Bertazzoli, Bruno Crevato-Selvaggi, Emanuele Gabbini, Ezio Gorretta e Nicolino Parlapiano. Al presidente appena eletto hanno dato 15 giorni di tempo per nominare gli altri tre membri del consiglio direttivo. Passati i 15 giorni Piero Macrelli aggiunge ai consiglieri Michele Caso, Paolo Negri e Rino Piccirilli, mentre Bruno Crevato-Selvaggio è nominato vicepresidente.
Il 12 dicembre 2009 vengono riconfermati presidente, vicepresidente e consiglieri.

## Biblioteca
L'istituzione di una biblioteca nazionale ha lo scopo di raccogliere testi riguardanti il mondo filatelico postale, i metodi di conservazione dei documenti, la storia dei sistemi di comunicazione ecc. La sede sociale è situata all'Istituto studi storico postali di Prato.

## Esposizione internazionale
Le esposizioni internazionali sono manifestazioni per espositori con concorso a premio nelle differenti classi collezionistiche organizzate dalla FIP in collaborazione con la FSFI e le autorità amministrative locali. Le manifestazioni hanno carattere internazionale con partecipanti e giurati provenienti da tutto il mondo che confrontano le loro collezioni suddivise in classi di partecipazione. In Italia si sono svolte:
Serenissima '76 (Venezia 23-29 agosto 1976) [aerofilatelia]
Vebileph '79 (Venezia 28 aprile – 6 maggio 1979) [letteratura filatelica]
Italia '98 (Milano 23 ottobre – 1º novembre 1998)
Italia 2009 (Roma 21-25 ottobre 2009)

## Esposizione nazionale
Le esposizioni nazionali sono manifestazioni per espositori con concorso a premio nelle differenti classi collezionistiche. Queste manifestazioni sono state organizzate dalla FSFI a partire dal 1968 a Trieste con differenti modalità.
Vi partecipano i collezionisti iscritti a circoli o associazioni iscritti alla FSFI. Le classi di competizione FIP sono:
- aerofilatelia
- astrofilatelia
- interofilia
- filatelia fiscale
- filatelia giovanile
- filatelia tematica
- filatelia tradizionale
- letteratura filatelica
- maximafilia
- storia postale

L'associazione elargisce anche premi individuali come:

## L'albo d'oro della filatelia
L'albo è suddiviso in diverse sezioni con premi per la classe iscritti, la classe benemeriti e la classe società.

## Veterani della filatelia italiana
Questo è un premio, istituito nel 1971, è assegnato su proposta delle singole associazioni locali che indicano alla federazione soci iscritti ininterrottamente per almeno trenta anni. Sino al 2003 si sono registrati più di 800 veterani.

## Associazioni filateliche nazionali federate
- Unione stampa filatelica italiana (non federata)
- Centro italiano di filatelia tematica
- Collezioni italiani di francobolli ordinari

### Associazioni filateliche locali federate
- AFI-Diena
- Associazione filatelica numismatica scaligera